# Atrichopogon neocaledoniensis
Atrichopogon neocaledoniensis är en tvåvingeart som beskrevs av Clastrier 1987. Atrichopogon neocaledoniensis ingår i släktet Atrichopogon och familjen svidknott.
Artens utbredningsområde är Nya Kaledonien. Inga underarter finns listade i Catalogue of Life.